# Aline Domingos
Aline Bruna Domingos (Belo Horizonte, 15 aprile 1983) è una modella brasiliana.
Le prime apparizioni sul palcoscenico in Brasile ai saggi della scuola di teatro. Le grandi agenzie della moda la notano e inizia a sfilare in Europa per Gaetano Navarra, Dolce & Gabbana e Valentino, vivendo tra Parigi, Milano e Mosca.
Il debutto televisivo è con Buona Domenica e poi Quelli che il calcio. Declina l'offerta di partecipare ad un celebre reality italiano e continua a sfilare a livello internazionale.
Da luglio 2007 è presentatrice su Milan Channel il canale televisivo dell'Milan trasmesso su Sky. Conduce Juke Box, una sorta di contenitore virtuale all'interno del quale è possibile richiedere un goal particolare o un'immagine di una determinata partita rossonera, del presente o del passato.
Nell'agosto 2008 ha partecipato come concorrente al programma Veline, senza successo.
Fa parte del “Beautiful Team”, squadra di calcio composta da modelle italiane e straniere.
È protagonista insieme a Regina Fioresi del Calendario 2009 del mensile italiano For Men Magazine.